# La Contrebandière
La Contrebandière est un film muet français réalisé par Louis Feuillade sorti en 1909.

## Distribution
- Henri Duval
- Maurice Vinot
- Renée Carl